# Biscutella cichoriifolia
Biscutella cichoriifolia là một loài thực vật có hoa trong họ Cải. Loài này được Loisel. mô tả khoa học đầu tiên năm 1810.